# Casquet d'aviador

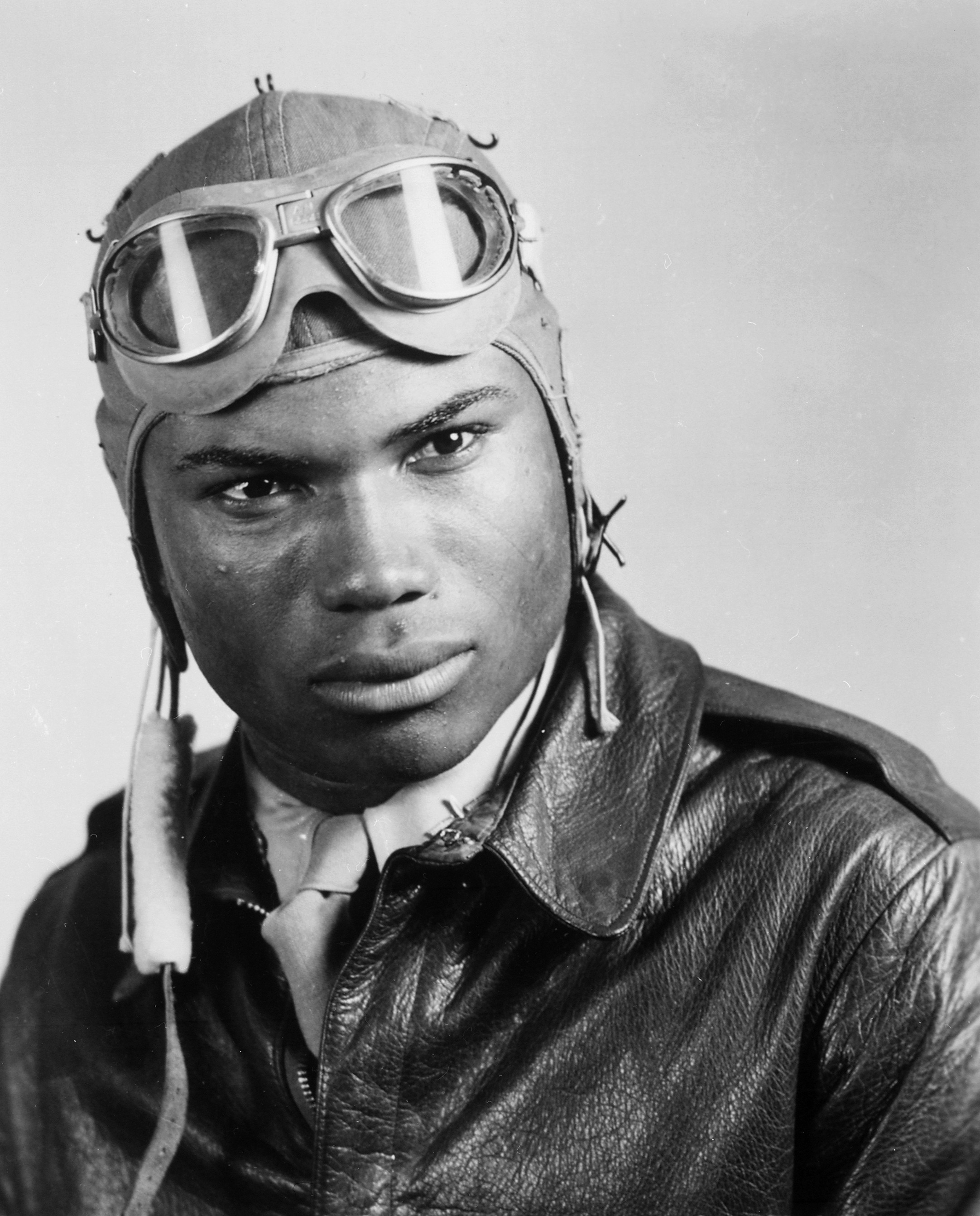
Pilot militar de la Segona Guerra Mundial amb casquet d'aviador, ulleres de vol i caçadora de cuir

El casquet d'aviador, o casquet de pilot, és un casquet de cuir que s'ajusta al cap i que compta amb dues tires laterals, a manera de galteres, que es corden sota el mentó, generalment mitjançant sivella.
Fou la lligadura característica dels aviadors (d'on el nom) des dels inicis de l'aviació fins a mitjan segle xx, i tenia la funció de protegir del fred i dels cops. Habitualment s'usava en combinació amb ulleres de vol, caçadora de pell i guants de vol. Els pilots civils usaren casquet d'aviador sobretot en el període dels biplans, mentre la cabina estigué oberta a l'aire lliure. Els pilots militars ja l'empraren durant la Primera Guerra Mundial, i encara l'usaven durant la Segona Guerra Mundial; amb l'aparició de l'avió de reacció el substituïren pel casc de vol actual.
D'un disseny similar, però en general més rígid i sovint circular, era el casc de tanquista, de cuir, usat durant el mateix període.
En la cultura popular el casquet d'aviador és un símbol retro vinculat al món del cinema i la historieta d'aventures. Destaca l'ús irònic que en fa l'Snoopy de Charles Schulz.